# Các sắc tộc Thái
Các sắc tộc Thái hay các sắc tộc Thái-Kadai là cụm từ được sử dụng để nói một cách tổng thể về một số các nhóm sắc tộc ở miền nam Trung Quốc và Đông Nam Á, trải dài từ đảo Hải Nam tới miền đông Ấn Độ và từ miền nam Tứ Xuyên tới Lào, Thái Lan, một phần Việt Nam, với ngôn ngữ sử dụng thuộc ngữ hệ Thái-Kadai và chia sẻ một số các truyền thống cùng lễ hội tương tự, bao gồm cả Songkran (Lễ đón năm mới của các sắc tộc Thái). Mặc dù chưa bao giờ có một nhà nước dân tộc thống nhất của chính họ, nhưng các dân tộc này cũng có sự chia sẻ lịch sử về ý tưởng mơ hồ về "nhà nước Siam", hay biến thể thành "nhà nước Shan" hay "nhà nước Assam" ở một số nơi, và phần lớn các dân tộc này đều tự nhận mình là "người Thái" (Tai hoặc Thai trong văn liệu chữ Latin).